# Wentylacja mechaniczna (medycyna)
Wentylacja mechaniczna − jest to proces leczenia niewydolności oddechowej, polegający na wymuszaniu przepływu powietrza (lub innej mieszaniny gazów) w drogach oddechowych.
Wentylacja mechaniczna dzieli się na inwazyjną i nieinwazyjną. W wentylacji inwazyjnej do dróg oddechowych wkłada się rurkę intubacyjną lub tracheostomijną i poprzez nią urządzenie zwane respiratorem prowadzi w zaprogramowany sposób wentylację płuc. W wentylacji nieinwazyjnej respirator wspomaga funkcję oddechową przy użyciu specjalnej maseczki zakładanej na twarz.

Przeczytaj ostrzeżenie dotyczące informacji medycznych i pokrewnych zamieszczonych w Wikipedii.